# Зоица Златинова
Зоица Златинова е българска учителка от Македония.

## Биография
Родена е в централномакедонския български град Велес, тогава в Османската империя. Учи в Солунската българска девическа гимназия. Заминава за Мелник, където за пръв път става учителка и е първата учителка в епархийския център. Преподава в града от 1895 до 1897 година. Златинова развива широка дейност по привличане на девойки в образователната система и работи усърдно с родителите, за да преодолее грешното разбиране за мястото на момичетата в образованието. Така успява да привлече нова група девойки, които да учат в Мелник. Нейните усилия поставят началото на традиция на борба за развитие и разширяване на образованието сред момичетата в Мелник в края на XIX и началото на XX век.